# Psychophora sabinii
Psychophora sabinii là một loài bướm đêm trong họ Geometridae.